# Рожиште
Рожиште (рум. Rojiște) — село у повіті Долж в Румунії. Входить до складу комуни Рожиште.
Село розташоване на відстані 176 км на захід від Бухареста, 30 км на південь від Крайови.

## Населення
За даними перепису населення 2002 року у селі проживали 1764 особи.
Національний склад населення села:
| Національність | Кількість осіб | Відсоток |
| -------------- | -------------- | -------- |
| румуни         | 1536           | 87,1%    |
| цигани         | 228            | 12,9%    |

Рідною мовою назвали:
| Мова      | Кількість осіб | Відсоток |
| --------- | -------------- | -------- |
| румунська | 1536           | 87,1%    |
| циганська | 228            | 12,9%    |